# Район Сарайшык
Сарайшыкский район (каз. Сарайшық ауданы / Saraişyq audany) — административно-территориальная единица города Астаны. Район образован 29 января 2025 года в результате расширения и реорганизации городских территорий. Акимом нового района является Максат Саматулы.

## География
Сарайшыкский район расположен в юго-западной части города Астана, граничит с районами Есиль и Алматы. Район включает в себя жилые массивы, деловые кварталы и зоны перспективной застройки. Через него проходят основные маршруты и большинство пути наземного метро. Ведётся проектирование новых дорог и станций общественного транспорта. Также в районе расположен вокзал «Нурлы-Жол».

## История
21 апреля 2024 года Председатель столичного маслихата Ерлан Каналимов инициировал создание шестого района. По его словам, столичный район «Алматы» является одним из самых густонаселенных районов и нагрузка на аппарат акима района выросла в разы.
«Инициатива направлена на более эффективное управление и развитие территории, учитывая динамику роста населения и потребностей граждан. Предполагается, что новая административная единица получит необходимые ресурсы и инструменты для развития своей инфраструктуры, обеспечения комфортных условий проживания и улучшения качества жизни граждан. Вопрос предварительно будет обсужден с общественностью города и вынесен на рассмотрение акима Астаны и главы государства» – резюмировал Ерлан Каналимов.
23 мая 2024 года акимат Астаны определил границы нового района. Она была проведена по проспекту Рахимжана Кошкарбаева, до точки пересечения железнодорожной линии возле проспекта Акжол и далее вдоль железнодорожных путей до границ города.
27 августа 2024 года на заседании маслихата Астаны депутаты проголосовали за то, чтобы присвоить новому району название «Сарайшык». Название района связано с историческим поселением Сарайчик, бывшим важным центром на Великом Шёлковом пути.
Район был создан в рамках программы по улучшению управления городской инфраструктурой и децентрализации административных функций столицы.

## Экономика и инфраструктура
Район активно развивается, здесь строятся жилые комплексы, школы, детские сады и торгово-развлекательные центры. Также ведутся работы по озеленению и благоустройству территории. 
Аппарат акима готовит и ведет мониторинг сбора и анализа данных по состоянию дорожно-транспортной инфраструктуры, общественного транспорта, связи и строительства. Обеспечивает выполнения мероприятий по подготовке районного хозяйства к осенне-зимнему периоду, контролирует работу строительных компаний на строительных объектах. Осуществляет взаимодействия с исполнительными органами района по вопросам дорожно-транспортной инфраструктуры, общественного транспорта, связи и строительства. Осуществляет совместно с уполномоченными органами в составе рабочей группы работу по пресечению незаконного строительства, самовольного захвата, нецелевого использования земельных участков, а также координирует работу по вывозу и демонтажу незаконно установленных металлических конструкций (контейнеров, гаражей и т.п.), ограждений. Осуществляет контроль совместно с уполномоченными службами за ходом строительства и вводом в эксплуатацию объектов строительства и инженерных сетей.

## Население
По состоянию на 2025 год, численность населения оценивается примерно в 200 000 человек. Основу населения составляют молодые семьи и работающая молодёжь.

## Образование
На территории района расположены несколько десяток общеобразовательных школ, детских садов, а также филиалы высших учебных заведений (КазНУИ).